# Génhálózatok
A génhálózatok gének olyan csoportjai, amelyek közös feladatot hajtanak végre, például egy testrészt hoznak létre. Ugyanabban a biológiai folyamatban vesznek részt, vagy ugyanazon fenotípusra hatnak.  Ismert például a szem és a végtagok létrehozásáért felelős génhálózat, de létezik például a stresszkezelést végző hálózat is. Sőt, az egyedfejlődést szolgáló gének is tekinthetők génhálózatnak. Az élő szervezetek génkölcsönhatáson alapulnak. Ilyenek az együttműködő gének, az összeadódó hatású gének, a kiegészítő gének, a többszörös dominancia és az episztázis, továbbá a pleiotrópia is jellemző.
A kapcsolat nem kivétel, hanem szabály. Az egyes tagok többnyire valamilyen kapcsolatban állnak; az egyik gén működése kihat néhány más génre, és a hatások továbbterjedhetnek a génhálózatokban. Egyes gének kapcsolatban állnak más génhálózatokkal, de a belső kapcsolatok erősebbek.
A kapcsolatok többnyire hierarchikusak, az egyik gén erősebben hat egy másikra, mint az vissza. A kapcsolatok dinamikusak, a gének termékei egymástól függenek. Egy gén több hálózatnak is tagja lehet, például azok, amelyek hormonokat kódolnak. A gének hathatnak egymásra transzkripciós faktorokkal, a fehérjék közötti kölcsönhatás révén, vagy közvetve, például hormonok útján. 
A génhálózatok, mint egységek kommunikálnak is egymással a bennük levő gének kapcsolatai révén, és megosdztják egymással a bennük levő gének működésének eredményét.
Érdekesség, ha az eyeless gént egy olyan helyen aktivizálják, ahol normálisan nincs szem, akkor oda egy működőképes szem nő, mivel azzal, hogy aktiválták ezt a gént, a többi szemkészítésben részt vevő gén is aktiválódott. Egy mutáció hatására egy szarvasmarhának egy plusz lába nő a hátára.